# Oberheim OB-Xa

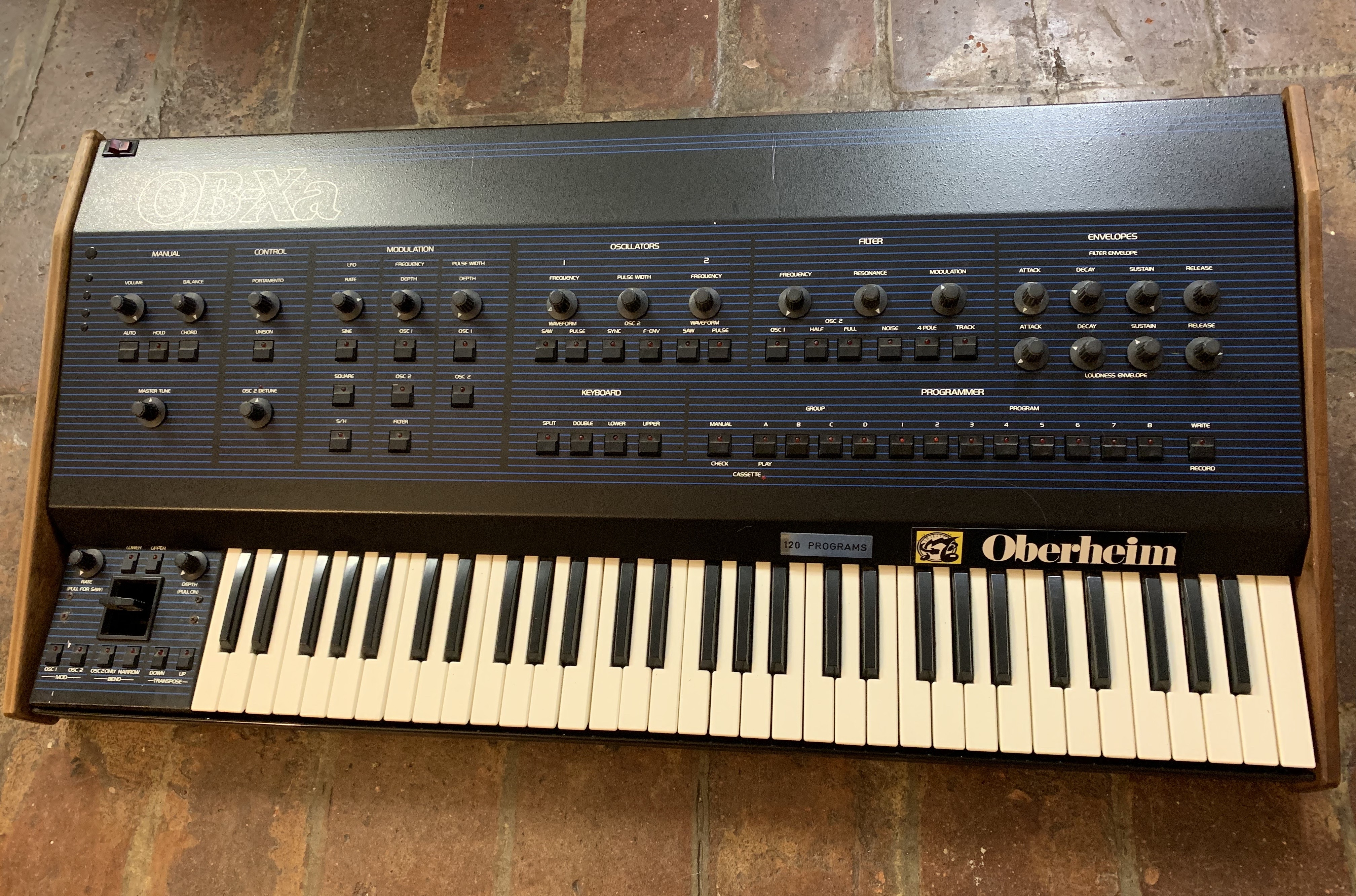
Oberheim OB-Xa sintetizador analógico

El Oberheim OB-Xa es un sintetizador analógico, que consiste básicamente en la revisión y actualización del primer sintetizador compacto de Oberheim, el OB-X. El OB-Xa fue lanzado al mercado en 1980, un año después que el OB-X. En lugar de circuitos discretos para osciladores y filtros, el OB-Xa (y todos los sintetizadores Oberheim en lo sucesivo) introdujeron circuitos integrados Curtis. Esto contribuiría a ordenar mejor el interior del sintetizador, reduciendo los trabajos de reparación y mantenimiento y, lo más importante, redujo los costos de manufactura. (Sin embargo, a manera de curiosidad, hoy en día sería mucho más fácil hacerle servicio a un OB-X que a un OB-Xa, debido a que los circuitos Curtis son muy escasos)
Además de cambios en la tecnología, el OB-Xa tenía mucho mejor interfaz que el OB-X. Por ejemplo, el teclado se podía dividir en dos mitades con diferentes voces; tenía la capacidad de solapar voces para así crear sonidos más gruesos (esencialmente haciendo sonidos de dos notas por cada tecla oprimida). La polifonía se mantuvo igual: nuevamente, se ofrecieron modelos de 4, 6 y 8 voces.

## Algunos álbumes donde se escucha un OB-Xa
- Kool & the Gang - Something Special (1981)
- Jean-Michel Jarre - Les Concerts en Chine (1982)
- Jean-Michel Jarre - Zoolook (1984)
- Laurie Anderson - Big Science (1982)
- Pseudo Echo - Autumnal Park (1984)
- Mike Oldfield - Crises (1983)
- Mike Oldfield - Discovery (1984)
- Mike Oldfield - Killing Fields (Soundtrack) (1984)
- Queen - The Game (1980)
- Queen - Hot Space (1982)
- Queen - The Works (1984)
- Rush - Signals (1982)
- Simple Minds - Sparkle in the Rain (1984)
- Simple Minds - New Gold Dream (81-82-83-84) (1982)
- Simple Minds - Once Upon a Time (1985)
- Van Halen - 1984 (1984)